# Team Medellín-EPM
El Team Medellín-EPM (código UCI: MED) es un equipo ciclista colombiano de categoría Continental desde de la temporada 2017.

## Historia
El equipo se inició en el 2017 como un proyecto internacional patrocinado por la ciudad de Medellín con el objetivo de apoyar el ciclismo joven del país y participar en diferentes carreras a nivel nacional e internacional.
En su primer año de existencia, el equipo logró triunfos importantes en América y Europa, dentro de las victorias más importantes se destacan los Campeonato de Colombia de Ciclismo Contrarreloj, la Vuelta a la Comunidad de Madrid, el Tour de Ankara, y la Vuelta a Chile.
En el año 2018 el equipo participó en la Vuelta a Colombia donde el ciclista ecuatoriano Jonathan Caicedo fue el campeón de la vuelta, siendo el primer ecuatoriano y quinto extranjero en ganar la carrera.

## Material ciclista
El equipo utiliza bicicletas Specialized y componentes Shimano, y también incluye material de las marcas como Garmin, llantas y ruedas de Vittoria, cascos Specialized y ropa de ciclismo SUAREZ.

## Clasificaciones UCI
Las clasificaciones del equipo y de su ciclista más destacado son las siguientes:

### UCI America Tour
| Temporada | Clasificación por equipos | Mejor corredor     | Posición |
| 2017      | 8.º                       | Óscar Sevilla      | 17.º     |
| 2018      | 5.º                       | Óscar Sevilla      | 36.º     |
| 2019      | 1.º                       | Robinson Chalapud  | 16.º     |
| 2020      | 1.º                       | Nicolás Paredes    | 49.º     |
| 2021      | 5.º                       | Walter Vargas      | 45.º     |
| 2022      | 4.º                       | Walter Vargas      | 33.º     |
| 2023      | 2.º                       | Miguel Ángel López | 14.º     |
| 2024      |                           | Bandera de ?       |          |

### UCI Europe Tour
| Temporada | Clasificación por equipos | Mejor corredor   | Posición |
| 2017      | 61.º                      | Óscar Sevilla    | 116.º    |
| 2018      | 80.º                      | Jonathan Caicedo | 272.º    |
| 2019      | -                         | Óscar Sevilla    | 148.º    |
| 2020      | -                         | Óscar Sevilla    | 185.º    |
| 2021      | -                         | Óscar Sevilla    | 415.º    |
| 2022      | -                         | Óscar Sevilla    | 1407.º   |

## Palmarés
Para años anteriores véase: Palmarés del Team Medellín-EPM.

### Palmarés 2025

#### Circuitos Continentales UCI
| Fechas      | Circuito              | Carreras                                              | Ganador        |
| 5 de abril  | UCI America Tour 2025 | 2.ª etapa de la Jamaica International Cycling Classic | Róbigzon Oyola |
| 1 de mayo   | UCI America Tour 2025 | 2.ª etapa de la Vuelta Bantrab                        | Wilmar Paredes |
| 4 de mayo   | UCI America Tour 2025 | 5.ª etapa de la Vuelta Bantrab                        | Róbigzon Oyola |
| 13 de junio | UCI America Tour 2025 | 3.ª etapa del Tour de Beauce                          | Diego Camargo  |
| 15 de junio | UCI America Tour 2025 | Tour de Beauce                                        | Diego Camargo  |
| 1 de agosto | UCI America Tour 2025 | 1.ª etapa de la Vuelta a Colombia                     | Wilmar Paredes |
| 4 de agosto | UCI America Tour 2025 | 4.ª etapa de la Vuelta a Colombia                     | Diego Camargo  |
| 7 de agosto | UCI America Tour 2025 | 7.ª etapa de la Vuelta a Colombia                     | Wilmar Paredes |
| 9 de agosto | UCI America Tour 2025 | 9.ª etapa de la Vuelta a Colombia                     | Diego Camargo  |

#### Campeonatos nacionales
| Fechas | Carreras | Ganador |

#### Campeonatos continentales
| Fechas      | Carreras                                   | Ganador       |
| 24 de abril | Campeonato Panamericano Contrarreloj (CRI) | Walter Vargas |
| 27 de abril | Campeonato Panamericano en Ruta            | Álvaro Hodeg  |

## Plantillas
Para años anteriores, véase Plantillas del Team Medellín-EPM

### Plantilla 2024
| Integrantes del equipo 2024 | Integrantes del equipo 2024 | Integrantes del equipo 2024                       | Integrantes del equipo 2024 |
| Corredor                    | Fecha de nacimiento         | Equipo previo                                     |                             |
| --------------------------- | --------------------------- | ------------------------------------------------- | --------------------------- |
| Óscar Sevilla               | 29 de septiembre de 1976    | EPM-Tigo-Une-Área Metropolitana (2016)            |                             |
| Julián Cardona              | 19 de enero de 1997         | Team Sistecrédito (2023)                          |                             |
| Róbigzon Oyola              | 10 de agosto de 1988        | EPM-Tigo-Une-Área Metropolitana (2016)            |                             |
| Fabio Duarte                | 11 de junio de 1986         | Manzana Postobón (2018)                           |                             |
| Javier Jamaica              | 2 de marzo de 1996          | Colnago CM Team (2021)                            |                             |
| Victor Alejandro Ocampo     | 19 de junio de 1999         | Colnago CM Team (2021)                            |                             |
| Wilmar Paredes              | 27 de abril de 1996         | Manzana Postobón (2019)                           |                             |
| Brayan Sánchez              | 3 de junio de 1994          | Orgullo Paisa (2019)                              |                             |
| Cristian Tamayo             | 21 de marzo de 1991         | Supergiros-Alcaldía de Manizales (2023)           |                             |
| Walter Vargas               | 16 de abril de 1992         | Aguardiente Antioqueño-Lotería de Medellín (2016) |                             |
|                             |                             |                                                   |                             |
| Fuente: ProCyclingStats     |                             |                                                   |                             |